# Sherman, Wyoming

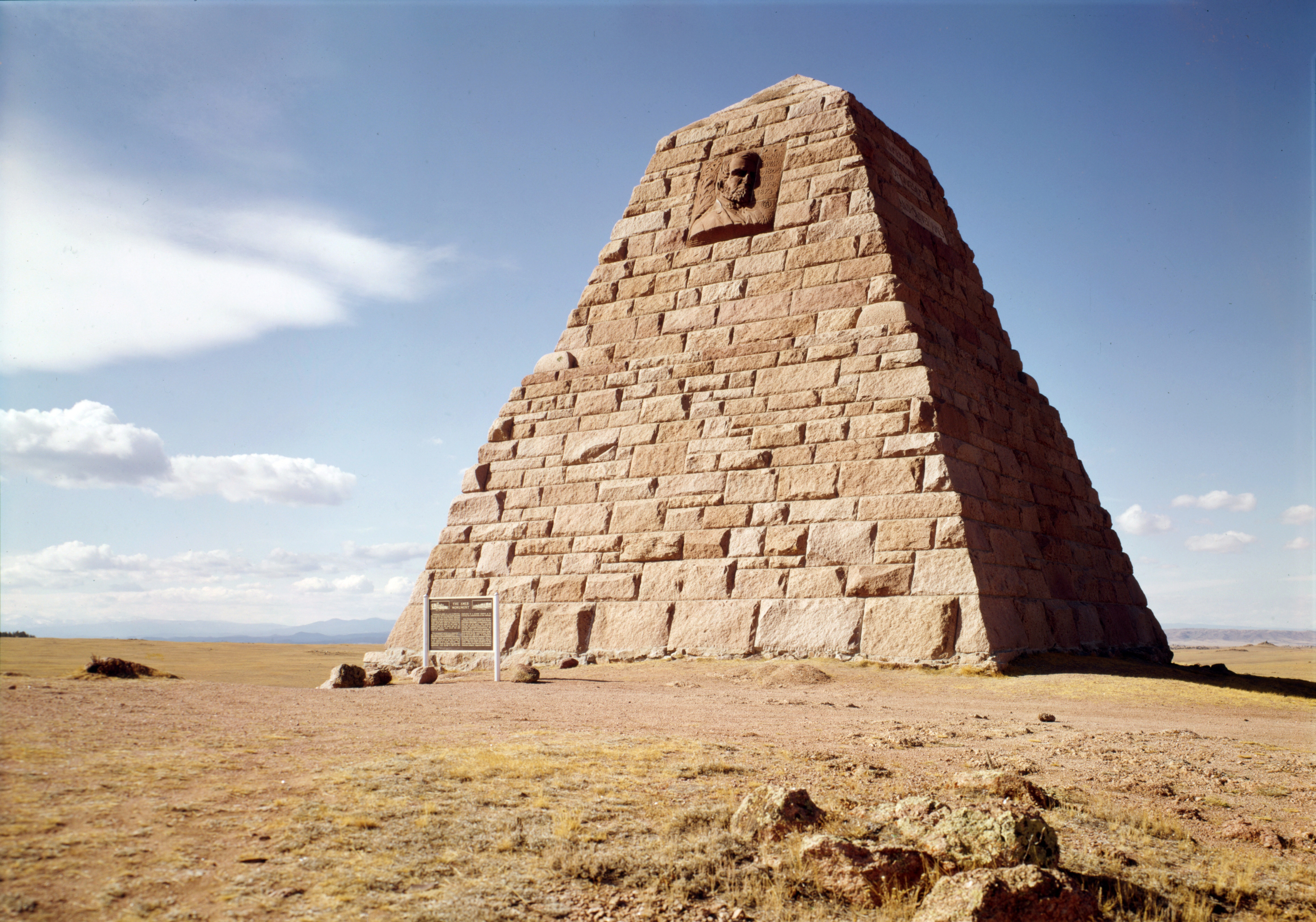
Amesmonumentet, invigt 1882, är idag listat i National Register of Historic Places och är det enda idag kvarvarande byggnadsverket.

Sherman är en spökstad i Albany County i södra delen av den amerikanska delstaten Wyoming, belägen 31 kilometer sydost om countyts huvudort Laramie i bergskedjan Laramie Mountains.

## Historia
Orten grundades vid den första transamerikanska järnvägen på 1860-talet. Platsen kallades först Lone Tree Pass eller Evans Pass, efter lantmätaren James Evans som upptäckte rutten genom ett pass i Laramie Mountains, istället för den tidigare brukliga nybyggarleden via North Platte River och South Pass längre åt nordväst. När Union Pacific påbörjade bygget av järnvägen förbi platsen uppstod ett kortlivat järnvägssamhälle omkring stationen på platsen, som uppkallades efter general William Tecumseh Sherman. Sherman var vid denna tid högste befälhavare i regionen mellan Mississippifloden och Klippiga bergen och ledde de militära insatserna för att skydda järnvägsbygget. Enligt lokal tradition ska han också själv ha valt att just den högst belägna stationen längs järnvägen skulle uppkallas efter honom.
Sherman ligger på 2 514 meters höjd, vid den högst belägna platsen på hela den transkontinentala järnvägen, och här bytte tågen lok och inspekterades under resan över kontinenten. Strax väster om orten låg den ursprungliga Dale Creek-bron, som vid tiden för konstruktionen var världens högsta järnvägsbro. I Sherman uppfördes snart hotell, lanthandel och en skola. Postkontoret öppnades 1867 och var i drift fram till 1919.
Till minne av järnvägsbygget och Union Pacifics finansiärer, bröderna Oakes Ames och Oliver Ames, Jr., uppfördes Amesmonumentet vid staden, designat av arkitekten Henry Hobson Richardson och skulptören Augustus Saint-Gaudens. Platsens symboliska betydelse underströks av att president Rutherford B. Hayes invigde monumentet 1882.
Järnvägsspåren kom att flyttas flera gånger i takt med att Union Pacific hittade bättre anpassade rutter genom bergen, vilket påverkade stadens möjligheter att utvecklas. När man flyttade spåren till ett nytt läge 5 kilometer söderut i början av 1900-talet stängdes stationen för gott, och staden blev snabbt övergiven.

## Sherman och omgivningen idag
Idag finns inga byggnader kvar på ortens plats och marken är i privat ägo. Förutom Amesmonumentet finns även stadens begravningsplats kvar på platsen. Närmaste befolkade ort är Buford vid Interstate 80 öster om Sherman, mellan de större städerna Cheyenne och Laramie. I närheten ligger även klippformationsområdet Vedauwoo som ingår i Medicine Bow – Routt National Forest.
Ortnamnet Sherman lever idag kvar som ett platsnamn vid den moderna järnvägen längre söderut. Den punkt där den gamla Lincoln Highway (dagens U.S. Route 30) når sin högsta punkt i Klippiga bergen i närheten av Sherman kallas The Summit. Vid denna plats restes en byst av presidenten som beställde den transamerikanska järnvägen, Abraham Lincoln. När den moderna motorvägen Interstate 80 byggdes flyttades bysten till den högsta platsen på Interstate 80 (41°14′11″N 105°26′12″V / 41.23635°N 105.43655°V) som kallas Sherman Summit, också den i närheten.